# Єрьоминська сільська рада (Троїцький район)
Єрьо́минська сільська рада (рос. Ерёминский сельский совет) — сільське поселення у складі Троїцького району Алтайського краю Росії.
Адміністративний центр — село Краснояри.

## Населення
Населення — 850 осіб (2019; 965 в 2010, 1135 у 2002).

## Склад
До складу сільської ради входять:
| Населений пункт | Населення, осіб (2002) | Населення, осіб (2010) |
| --------------- | ---------------------- | ---------------------- |
| Єрьомино, село  | 251                    | 207                    |
| Краснояри, село | 884                    | 758                    |